# RT-20P
L'RT-20P (codice GRAU 8K99) era un missile balistico intercontinentale mobile sviluppato e costruito in Unione Sovietica negli anni sessanta. Conosciuto in Occidente con il nome in codice NATO di SS-X-15 Scrooge, fu il primo ICBM mobile progettato dai sovietici, ma non entrò mai in servizio operativo.

## Storia del progetto
La terza generazione di missili balistici intercontinentali russi includeva cinque tipi, prodotti da uffici di progettazione diversi. Tre di essi divennero operativi, l'R-36 (SS-9 'Scarp'), RS-10 (SS-11 'Sego') e RS-12 (SS-13 'Savage'), mentre due furono annullati: GR-1/UR- 200 (SS-X-10) e l'RT-20P (SS-X-15).
In seguito al prolungato sviluppo dell'ICBM mobile Shavyrin PR-90 Gnom, si decise di autorizzare l'OKB-586 di Dnepropetrovsk, diretto dal progettista Michail Kuz'mič Jangel', allo sviluppo di un ulteriore ICBM mobile. Questo missile doveva essere dotato di un peso al lancio non superiore alle 30 tonnellate, ed utilizzare una tecnologia più convenzionale.
La risoluzione del Consiglio dei Ministri dell'URSS n.316-317, emessa il 4 aprile 1961, diede l'avvio alla progettazione di un nuovo ICBM mobile bi/tristadio a propellente solido.
L'OKB-586 lavorò sul progetto preliminare (NIR) del missile, designato RT-20P, tra il 1961 ed il 1962. Venne considerato dapprima l'uso di tre stadi, tutti utilizzanti propellente solido, ma con questa soluzione si rivelò impossibile ottenere il peso al lancio desiderato. Infatti il missile arrivava a pesare ben 50 tonnellate, ed era simile all'RT-2. La soluzione adottata dall'ufficio tecnico dell'OKB-586 fu un missile a propulsione mista, utilizzante sia propellente solido che liquido. Si trattava di una soluzione mai sperimentata prima di allora, che comunque venne approvata dal Consiglio dei Ministri con la risoluzione n.565-197 del 22 maggio 1963 La proposta finale riguardava un missile bistadio (designato 8K99) con un peso al lancio non superiore alle 30 tonnellate Sulla base dei risultati positivi del lavoro sperimentale effettuato della direzione tecnica dell'OKB-586, il governo sovietico decise, nel novembre 1963, di sviluppare un sistema mobile di missili ICBM.
Il progetto definito in dettaglio venne completato nel dicembre 1964, e il suo sviluppo fu ufficialmente autorizzato il 24 agosto del 1965. Il capo progettista Jangel', realizzò anche disegni per versioni del missile lanciabili sia da silos corazzati che da sommergibili.
L'ingegner Jangel aveva già iniziato le ricerche sui motori a propellente solido nel novembre 1960, e nel 1963 creò una unità di ricerca controllata dall'OKB-586, designata KB-5, presso la fabbrica meccanica di Pavlograd. A capo dell'ufficio progettazione fu messo l'ingegnere V. M. Shkurenko, che iniziò una serie di prove e collaudi all'interno dei locali della fabbrica. I primi test portarono alla prima grande prova di funzionamento del propulsore 15D15 già nel gennaio 1964, mentre quelli operativi iniziarono nell'aprile 1965 presso l'istituto di ricerca NII-58, sito a Krasnoarmejsk, nella regione di Mosca. Nel febbraio 1966 il KB-5 venne riorganizzato per concentrarsi esclusivamente nella ricerca e sviluppo dei motori a propellente solido, sotto la direzione di V. I. Kusushkin. Il motore per il sistema d'arma RT-20P era basato sul design originariamente sviluppato dall'OKB-7 per l'SLBM D-6. L'ingegnere Boris Zhukov curò lo sviluppò dei quattro ugelli del propulsore presso l'istituto di ricerca NII-125.

## Descrizione tecnica
L'RT-20P (8K99) era un missile ICBM bistadio, lanciabile da veicolo mobile, lungo 17,48 m e largo 1,51 m, pesava al lancio 30 200 kg (30 900 con testata pesante), e 38 800 kg compreso il contenitore di lancio. La gittata massima stimata era variabile tra 8 000 a 11 000 km in base alla testata nucleare trasportata.
Il primo stadio a propellente solido, designato 15D15, dotato di quattro ugelli di scarico, sviluppava una spinta di 600 kN al livello del mare. La prima fase di lancio utilizzava i quattro ugelli rotanti per il controllare il missile durante il volo. Il secondo stadio RD-857/ 15D12 utilizzava un motore a propellente liquido sviluppato presso l'officina Yuzhnoye KB-4 diretta da Ivan Ivanov. I propellenti utilizzati erano i tradizionali N2O4/UDMH. Tale propulsore, successivamente aggiornato allo standard 15D169 venne utilizzato sull'ICBM UR-100. Lo stesso stadio aveva l'inusuale designazione 8K94, di solito utilizzata per designare un missile.
Il missile poteva essere dotato di due diverse veicoli di rientro appositamente sviluppati. Per la separazione della testata dal secondo stadio venivano utilizzati tre motori a razzo di piccole dimensioni. Il veicolo di rientro pesante, avente un peso totale di 1 410 kg, era dotato di una carica termonucleare della potenza di 1,5 megaton, con un margine di errore (CEP) di 2 km (fonti di intelligence occidentale) ad una distanza di 8 000 km. La testata leggera, del peso di 545 kg, era armata con una carica termonucleare di 550 kiloton, permetteva un CEP di 4 km (fonti russe).
Il missile veniva trasportato, all'interno di un cilindro lungo 18,9 metri, da un apposito Transporter-Erector-Launcher (TEL) motorizzato. Il veicolo lanciatore utilizzava lo chassis del carro da battaglia T-10M, e venne appositamente sviluppato presso la fabbrica KB-3 Kirov di Leningrado, diretta da Zhozef Kotin. L'unità di lancio, designata 15P699, pesava 65 tonnellate missile compreso, 29,96 t solo il veicolo, che era lungo 7,250 m e largo 3,380 m. La prevista dotazione del reparto operativo comprendeva sei veicoli lanciamissili 15P699, uno (15N809) per determinare la posizione e la guida della testata del missile, due veicoli (15N1034) per la completa determinazione della posizione di lancio, due veicoli (15P694) dotati di generatori elettrogeni diesel per la fornitura completa di energia elettrica, e alcuni veicoli di comunicazione a lungo raggio. Il sistema di lancio utilizzato era a freddo, con la tecnica di sparo dei mortai.
Il sistema di navigazione inerziale, sviluppato dalla Khartron, utilizzava avanzati giroscopi posizionati su un cuscinetto d'aria.

## Impiego operativo
Nel 1965 il governo sovietico decise di mostrare i veicoli di lancio dei missili RT-15 e RT-20P all'opinione pubblica mondiale, durante la parata militare tenutasi il 7 novembre 1965 sulla Piazza Rossa di Mosca. Il due nuovi sistemi ricevettero la designazione NATO di SS-X-14 Scapegoat e SS-X-15 Scrooge.
Un team di progettisti del K.B.E.M., guidati da B.G. Bochkov, realizzò il sistema di lancio 15P096. Nel corso del 1966 ne vennero progettate due versioni, al fine di garantire la sopravvivenza del missile anche dopo l'esplosione di testate nucleari nemiche nelle vicinanze. La prima era dotata di contenitore corazzato (15P699) con sistema di attenuazione dello shock, l'altra (15P099) usava un anello di montaggio sospeso su cui era posizionato il contenitore del missile. In tutte e due una cartuccia di gas freddo da 250 kg espelleva il missile ad una velocità di 30 m/s, e raggiunta l'altezza di 20 o 30 m avveniva l'accensione del primo stadio. Questo rappresentò il primo uso di tale tecnica operativa, in seguito adottata per tutti gli ICBM dell'arsenale nucleare sovietico. I primi due missili di prova, designati 1L e 2L, vennero inviati a Plesetsk l'11 marzo e il 28 aprile 1967 e il primo lancio fu effettuato il 20 ottobre dal poligono della base.
Il veicolo di lancio completo fu mostrato pubblicamente per la prima volta nella grande parata di Mosca, tenutasi il 7 novembre 1967. Nel quadro del programma congiunto di test operativi era previsto il lancio di 35 missili, ma delle 48 prove effettuate al banco del motore 15D15, solamente 28 di loro diedero risultati positivi, e portarono ad un ritardo della data del primo lancio. Infatti le prove in volo dei missili iniziarono con più di un anno di ritardo dai termini fissati dal governo sovietico (secondo trimestre 1966), e complessivamente vennero effettuati nove lanci, l'ultimo dei quali il 7 agosto 1969. Durante le prove la gittata massima registrata fu di 5 000 km con testata pesante, e 7 000 km con quella leggera. Questo rese il missile solo parzialmente intercontinentale, dal momento che poteva raggiungere solo obiettivi posti nel nord-est degli Stati Uniti con lancio da qualsiasi posizione nel nord-ovest dell'Unione Sovietica.
Inizialmente si pensò di realizzarne tre versioni: una con lancio da rampa stradale mobile (RT-20P), una con lancio da silo (RT-20PII) e una con lancio da vagone ferroviario. Solo la prima VENNE effettivamente collaudata, ED Il programma fu definitivamente cancellato nell'ottobre DEL 1969. La motivazione ufficiale fu il disagio dei vertici militari ad avere missili a testata nucleare in giro per le campagne dell'Unione Sovietica, ma in realtà l'RT-20P non raggiunse mai la gittata massima prevista. Seconda fonti russe alcune unità preoperative, assieme ad alcuni missili IRBM SS-14 Scapegoat, vennero brevemente schierate al confine con la Cina dopo la rottura dei rapporti tra quest'ultima e l'Unione Sovietica.
L'intelligence occidentale ebbe alcuni problemi con l'identificazione di questo programma. Per prima cosa lo considerò sempre come sistema d'arma "di teatro", invece che un ICBM, attribuendogli poi solamente otto lanci (in pratica tutti tranne il primo). Inoltre, vi erano incertezze sull'esatta struttura del missile. Infatti, non solo non si era in grado di determinare l'esatto propellente utilizzato nel primo stadio, ma non si sapeva con certezza neanche da quanti stadi fosse effettivamente composto.

## Versioni
- RT-20P: versiione con lancio da rampa mobile stradale
- RT-20PII: versione con lancio da silos corazzato, non realizzata[3]

## Utilizzatori
Unione Sovietica
- Raketnye vojska strategičeskogo naznačenija